# 潜在能力 (能力開発)
能力開発や自己啓発などの分野では、人間は本来素晴らしい本質を持っているが、社会や育ちのためにそれが失われている、または抑圧されていると考え、その能力を潜在能力（せんざいのうりょく、英：Human potential）、人間の潜在的な可能性と呼ぶ。こうした考えを潜在能力主義（英：Human potentialism）という。現在の自分からのさらなる向上を志すならビジネス訓練に、病んだ自分の回復というロジックでは癒しの実践となりうる。仕事術、記憶術、集団心理療法などにみられる考え方で、プラグマティズムも潜在能力主義を前提とすることが多い。
ヒューマン・ポテンシャル運動の理念は、「人間のいまだ開発されざる潜在能力を引きだし、『自己実現』を図ること」にあり、1980年代後半に日本で広まったいわゆる「自己啓発セミナー」の理論・技法など、多岐に渡る影響がある。潜在能力の実現という発想の源は、この運動の実験場であったエサレン協会の創始者の一人ディック・プライスが出席した、オルダス・ハクスリーの講演「人間の潜在能力」にある。この運動における潜在能力開発の最も大きな動機は、サイケデリック運動と同様に、ある種の真理や本質への到達と考えられる。
連鎖販売取引（ネットワーク・ダイレクトセリング）や自己啓発セミナー、自己啓発本にも「潜在能力の開発」というレトリックが見られる。潜在能力を開発すると主張するさまざまな潜在能力開発法が作られ、積極思考や民間のセラピーと共に、セールスワーク（営業、販売業）において活用された。